# Bartłomiej Przedwojewski
Bartłomiej Przedwojewski (ur. 4 stycznia 1993) – polski lekkoatleta specjalizujący się w biegach długich. W 2011 wraz z kolegami z reprezentacji sięgnął po srebrny medal mistrzostw świata w biegach górskich (indywidualnie zajął szóstą lokatę). Stawał na podium ogólnopolskiej olimpiady młodzieży (srebro w biegu na 2000 metrów z przeszkodami w 2010). W październiku 2018 wygrał wyścig Otter African Trail Run w Południowej Afryce pobijając rekord trasy niemal o 15 minut.

## Osiągnięcia
| Rok  | Impreza                               | Miejsce | Konkurencja        | Pozycja    | Wynik |
| ---- | ------------------------------------- | ------- | ------------------ | ---------- | ----- |
| 2011 | Mistrzostwa świata w biegach górskich | Tirana  | bieg juniorów      | 6. miejsce | 38:34 |
| 2011 | Mistrzostwa świata w biegach górskich | Tirana  | juniorzy drużynowo | 2. miejsce |       |